# Effetto Warburg (oncologia)
In oncologia, l'effetto Warburg è l'osservazione che la maggior parte dei tumori utilizza la glicolisi aerobica e la fermentazione dell'acido lattico per la produzione di energia anziché i meccanismi impiegati dalle cellule non cancerose. Questa osservazione è stata pubblicata per la prima volta da Otto Heinrich Warburg, che ha ricevuto il premio Nobel per la fisiologia nel 1931 per la sua "scoperta della natura e del modo d'azione dell'enzima respiratorio". L'esistenza dell'effetto Warburg ha alimentato l'errata convinzione che il cancro possa essere trattato riducendo gli zuccheri e i carboidrati nella dieta.
Durante la fermentazione, l'ultimo prodotto della glicolisi, il piruvato, viene convertito in lattato (fermentazione lattica) o etanolo (fermentazione alcolica). Sebbene la fermentazione produca adenosina trifosfato (ATP) in quantità inferiore rispetto al ciclo dell'acido citrico e alla fosforilazione ossidativa della respirazione aerobica, consente alle cellule in proliferazione di convertire in modo più efficiente nutrienti come il glucosio e la glutammina in biomassa, evitando l'ossidazione catabolica non necessaria di tali nutrienti in anidride carbonica. Ciò consente di preservare i legami carbonio-carbonio e di promuovere l'anabolismo.
Dal punto di vista diagnostico, l'aumento del consumo di glucosio da parte delle cellule tumorali, derivante dall'effetto Warburg, è alla base della rilevazione del tumore tramite scansione PET, in cui un analogo del glucosio radioattivo iniettato viene rilevato in concentrazioni più elevate nei tumori maligni rispetto agli altri tessuti.

## La ricerca di Warburg
Intorno agli anni venti, il biochimico tedesco Otto Heinrich Warburg e il suo gruppo giunsero alla conclusione che la privazione di glucosio e ossigeno nelle cellule tumorali causa una mancanza di energia che porta alla morte cellulare. Il biochimico Herbert Grace Crabtree ampliò ulteriormente la ricerca di Warburg, arrivando a ipotizzare l'influenza di fattori ambientali o genetici. Crabtree osservò che i lieviti Saccharomyces cerevisiae preferiscono la fermentazione che porta alla produzione di etanolo rispetto alla respirazione aerobica, in condizioni aerobiche e in presenza di un'alta concentrazione di glucosio, l'effetto Crabtree. Warburg osservò un fenomeno simile nei tumori: le cellule tumorali tendono a utilizzare la fermentazione per ottenere energia anche in condizioni aerobiche, coniando il termine "glicolisi aerobica". Questo fenomeno è stato successivamente denominato "effetto Warburg" dal nome del suo scopritore. Warburg ipotizzò che i mitocondri disfunzionali potessero essere la causa del tasso più elevato di glicolisi osservato nelle cellule tumorali, nonché una causa predominante dello sviluppo del cancro.

## Principio
Le cellule normali producono energia principalmente tramite la glicolisi, seguita dal ciclo dell'acido citrico nei mitocondri e dalla fosforilazione ossidativa. Tuttavia, la maggior parte delle cellule tumorali utilizza principalmente la glicolisi ad alto tasso, seguita dalla fermentazione dell'acido lattico, anche in presenza di abbondante ossigeno. La glicolisi anaerobica è meno efficiente della fosforilazione ossidativa nella produzione di adenosina trifosfato e porta a una maggiore generazione di metaboliti aggiuntivi che possono giovare soprattutto alle cellule in fase di proliferazione. L'effetto Warburg è stato ampiamente studiato, ma la sua natura precisa rimane poco chiara, il che ostacola l'inizio di qualsiasi lavoro che ne esplori il potenziale terapeutico.
Warburg ipotizzò che questo cambiamento nel metabolismo fosse la causa fondamentale del cancro, un'ipotesi oggi nota come ipotesi di Warburg. Oggi si ritiene che le mutazioni negli oncogeni e nei geni soppressori dei tumori siano responsabili della trasformazione maligna e che l'effetto Warburg sia il risultato di tali mutazioni piuttosto che una causa.

## Forze guida
Le ipotesi più datate, come l'ipotesi di Warburg, suggeriscono che l'effetto Warburg potrebbe essere semplicemente una conseguenza del danno ai mitocondri nel cancro. Potrebbe anche trattarsi di un adattamento agli ambienti a basso contenuto di ossigeno all'interno dei tumori o di un risultato dei geni del cancro che inibiscono i mitocondri, coinvolti nel programma di apoptosi della cellula che uccide le cellule tumorali.

### Fermentazione e proliferazione cellulare
Poiché la glicolisi fornisce la maggior parte dei mattoni necessari per la proliferazione cellulare, è stato proposto che sia le cellule tumorali sia quelle normali in fase di proliferazione abbiano bisogno di attivare la glicolisi, nonostante la presenza di ossigeno, per proliferare. La produzione inefficiente di ATP è un problema solo quando i nutrienti sono limitati, mentre la glicolisi anaerobica è favorita quando i nutrienti sono abbondanti. La glicolisi anaerobica favorisce l'anabolismo ed evita di ossidare i preziosi legami carbonio-carbonio in anidride carbonica. Al contrario, la fosforilazione ossidativa è associata al metabolismo da fame ed è favorita quando i nutrienti sono limitati e le cellule devono massimizzare l'estrazione di energia libera per sopravvivere. Questi compromessi possono essere associati teoricamente al bene di Giffen in economia.
È stato dimostrato che alcuni degli alti tassi glicolitici anaerobici sono dovuti a una forma sovraespressa di esochinasi legata ai mitocondri, responsabile dell'elevata attività glicolitica. Nel tumore del rene, questo effetto potrebbe essere dovuto alla presenza di mutazioni nel gene soppressore del tumore di Von Hippel-Lindau, che regolano gli enzimi glicolitici, compresa l'isoforma M2 della piruvato chinasi. La mutazione TP53, invece, colpisce il metabolismo energetico e aumenta la glicolisi nel cancro al seno.
L'effetto Warburg è associato all'assorbimento e all'utilizzo del glucosio, in quanto è legato alla regolazione dell'attività dei mitocondri. Il problema non riguarda tanto il danno mitocondriale quanto la variazione dell'attività. D'altra parte, le cellule tumorali mostrano un aumento dei tassi di glicolisi che può essere spiegato con un danno mitocondriale.

### Smaltimento degli elettroni in eccesso
Nelle cellule tumorali, importanti cambiamenti nell'espressione genica aumentano l'assorbimento di glucosio per sostenere la loro rapida crescita. A differenza delle cellule normali, che producono lattato solo quando l'ossigeno è scarso, le cellule tumorali convertono gran parte del glucosio in lattato anche in presenza di ossigeno adeguato. Questo fenomeno è noto come "effetto Warburg". Le ragioni esatte di questo fenomeno non sono del tutto chiare, ma si è ipotizzato che le cellule tumorali creino lattato per gestire l'eccesso di elettroni citosolici che i mitocondri non sono in grado di elaborare. Gli enzimi coinvolti nel metabolismo del piruvato hanno la seguente priorità: 1) la produzione efficiente di ATP attraverso la fosforilazione ossidativa mitocondriale, 2) lo smaltimento degli elettroni citosolici in eccesso sotto forma di lattato e 3) la biosintesi per la crescita. In sostanza, la secrezione di lattato agisce come meccanismo di smaltimento degli elettroni in eccesso, mantenendo l'equilibrio cellulare.

## Obiettivi molecolari
A partire dal 2013, gli scienziati hanno studiato la possibilità di sfruttare l'effetto Warburg come potenziale valore terapeutico. L'aumento dell'assorbimento di nutrienti da parte delle cellule tumorali è stato considerato come un potenziale bersaglio terapeutico, sfruttando uno strumento di proliferazione critico nel cancro, ma non è ancora chiaro se questo possa condurre allo sviluppo di farmaci realmente efficaci. Sono state sviluppate molte sostanze che inibiscono la glicolisi e che quindi hanno un potenziale come agenti antitumorali, tra cui SB-204990, 2-deossi-D-glucosio (2DG), 3-bromopiruvato (3-BrPA, acido bromopiruvico o bromopiruvato), 3-bromo-2-ossopropionato-1-propil estere (3-BrOP), 5-tioglucosio e acido dicloroacetico (DCA).
Uno studio clinico sul 2-DG del 2008 ha mostrato una lenta adesione e è stato interrotto. Ad oggi, non ci sono ancora prove a sostegno dell'uso del DCA per il trattamento del cancro.
L'acido α-Ciano-4-idrossicinnamico (ACCA;CHC), una piccola molecola inibitrice dei trasportatori di monocarbossilati (MCT), che impediscono l'accumulo di acido lattico nei tumori, è stato utilizzato con successo come bersaglio metabolico nella ricerca preclinica sui tumori cerebrali. Sono stati sviluppati inibitori MCT a più alta affinità, attualmente in fase di sperimentazione clinica da parte di AstraZeneca.
L'acido dicloroacetico (DCA), una piccola molecola inibitrice della piruvato deidrogenasi chinasi mitocondriale, "sottoregola" la glicolisi sia in vitro che in vivo. Nel 2007, i ricercatori dell'Università dell'Alberta hanno ipotizzato che il DCA potrebbe avere benefici terapeutici contro molti tipi di cancro.
La piruvato deidrogenasi catalizza la fase limitante dell'ossidazione aerobica del glucosio e del piruvato e collega la glicolisi al ciclo degli acidi tricarbossilici (TCA). Il DCA agisce come analogo strutturale del piruvato e attiva il complesso della piruvato deidrogenasi (PDC) per inibire le chinasi della PDC, mantenendo il complesso nella sua forma non fosforilata. Il DCA riduce l'espressione delle chinasi, impedendo l'inattivazione della PDC e consentendo la conversione del piruvato in acetil-CoA anziché in lattato attraverso la respirazione anaerobica, permettendo così la continuazione della respirazione cellulare. Grazie a questo meccanismo d'azione, il DCA contrasta l'aumento della produzione di lattato da parte delle cellule tumorali, consentendo al ciclo TCA di metabolizzarlo attraverso la fosforilazione ossidativa. Il DCA non è ancora stato valutato come unico trattamento antitumorale, in quanto la ricerca sull'attività clinica del farmaco è ancora in corso, ma ha dimostrato di essere efficace se utilizzato in combinazione con altri trattamenti antitumorali. La neurotossicità e la farmacocinetica del farmaco devono ancora essere monitorate, ma se i risultati saranno soddisfacenti, potrebbe rivelarsi essere molto utile, in quanto si tratta di una piccola molecola a basso costo.
Lewis C. Cantley e colleghi hanno scoperto che la M2-PK tumorale, una forma dell'enzima piruvato chinasi, promuove l'effetto Warburg. La M2-PK tumorale è prodotta in tutte le cellule in rapida divisione ed è responsabile del consumo accelerato di glucosio da parte delle cellule tumorali; costringendo le cellule a passare alla forma alternativa della piruvato chinasi, inibendo la produzione della M2-PK tumorale, la loro crescita viene frenata. I ricercatori hanno riconosciuto che la chimica del metabolismo del glucosio può variare nelle diverse forme di cancro; tuttavia, la PKM2 è stata identificata in tutte le cellule tumorali analizzate. Questa forma enzimatica non si trova di solito nei tessuti quiescenti, ma è apparentemente necessaria quando le cellule devono moltiplicarsi rapidamente, ad esempio durante la guarigione delle ferite o l'emopoiesi.

## Modelli alternativi

### Effetto Warburg opposto
Un modello chiamato "effetto Warburg opposto" descrive cellule che rilasciano energia tramite glicolisi, ma che non sono cellule tumorali, bensì fibroblasti stromali. In questo scenario, lo stroma viene corrotto dalle cellule tumorali e si trasforma in un ambiente che favorisce la sintesi di nutrienti ricchi di energia. Le cellule assumono poi questi nutrienti ricchi di energia e li usano per il ciclo TCA, che viene utilizzato per la fosforilazione ossidativa. In questo modo si crea un ambiente ricco di energia che consente la replicazione delle cellule tumorali. Ciò conferma l'osservazione originale di Warburg secondo cui i tumori tendono a creare energia attraverso la glicolisi aerobica.

### Inversione dell'effetto Warburg
Un altro modello è stato descritto nelle cellule tumorali in un modello di obesità chiamato "inversione dell'effetto Warburg". Mentre nel modello opposto lo stroma del microambiente produce nutrienti ricchi di energia, in un contesto di obesità questi nutrienti sono già presenti nel flusso sanguigno e nel liquido extracellulare (ECF). In questo modo, i nutrienti altamente energetici entrano direttamente nella TCA e successivamente nella fosforilazione ossidativa, mentre il lattato e gli aminoacidi glicogenici seguono la strada opposta a quella proposta da Warburg, ovvero la produzione di glucosio attraverso il consumo di lattato.

## Metabolismo ed epigenetica del cancro
L'uso dei nutrienti subisce modifiche drastiche quando le cellule ricevono segnali di proliferazione. Cambiamenti metabolici caratteristici consentono alle cellule di soddisfare le grandi richieste biosintetiche associate alla crescita e alla divisione cellulare. Le modifiche degli enzimi glicolitici limitanti riorientano il metabolismo per sostenere la crescita e la proliferazione. La riprogrammazione metabolica nel cancro è in gran parte dovuta all'attivazione oncogenica di vie di trasduzione del segnale e di fattori di trascrizione. Sebbene meno noti, anche i meccanismi epigenetici contribuiscono alla regolazione dell'espressione genica metabolica nel cancro. D'altra parte, le prove che si stanno accumulando suggeriscono che le alterazioni metaboliche possono influenzare l'epigenoma. La comprensione della relazione tra metabolismo ed epigenetica nelle cellule tumorali può aprire nuove strade per le strategie antitumorali.